# 이종윤 (1431년)
이종윤은 조선조의 문신으로, 본관은 경주이다. 휘는 從允(종윤), 자는 可貞(가정), 호는 송와(松窩)이다. 1462년 생원과 진사시에 급제하고 1468년 문과에 급제하였다. 헌납, 보덕을 지내고 통정대부 제주목사로 선정하였다. 제주목사의 임기가 끝나니,  제주도민들이 조정에 청원하여, 유임되었다. 2차 임기 중 현지에서 별세하였다. 슬하에 충순위 繼世(계세)와 繼先(계선)을 두었고 묘소는 청송안덕이다. 묘소에는 藍溪(람계) 表沿洙(표연수)가 찬한 묘표가 있으며, 매년 10월 5일 시향하고 있다.